# Joseph Maunoury

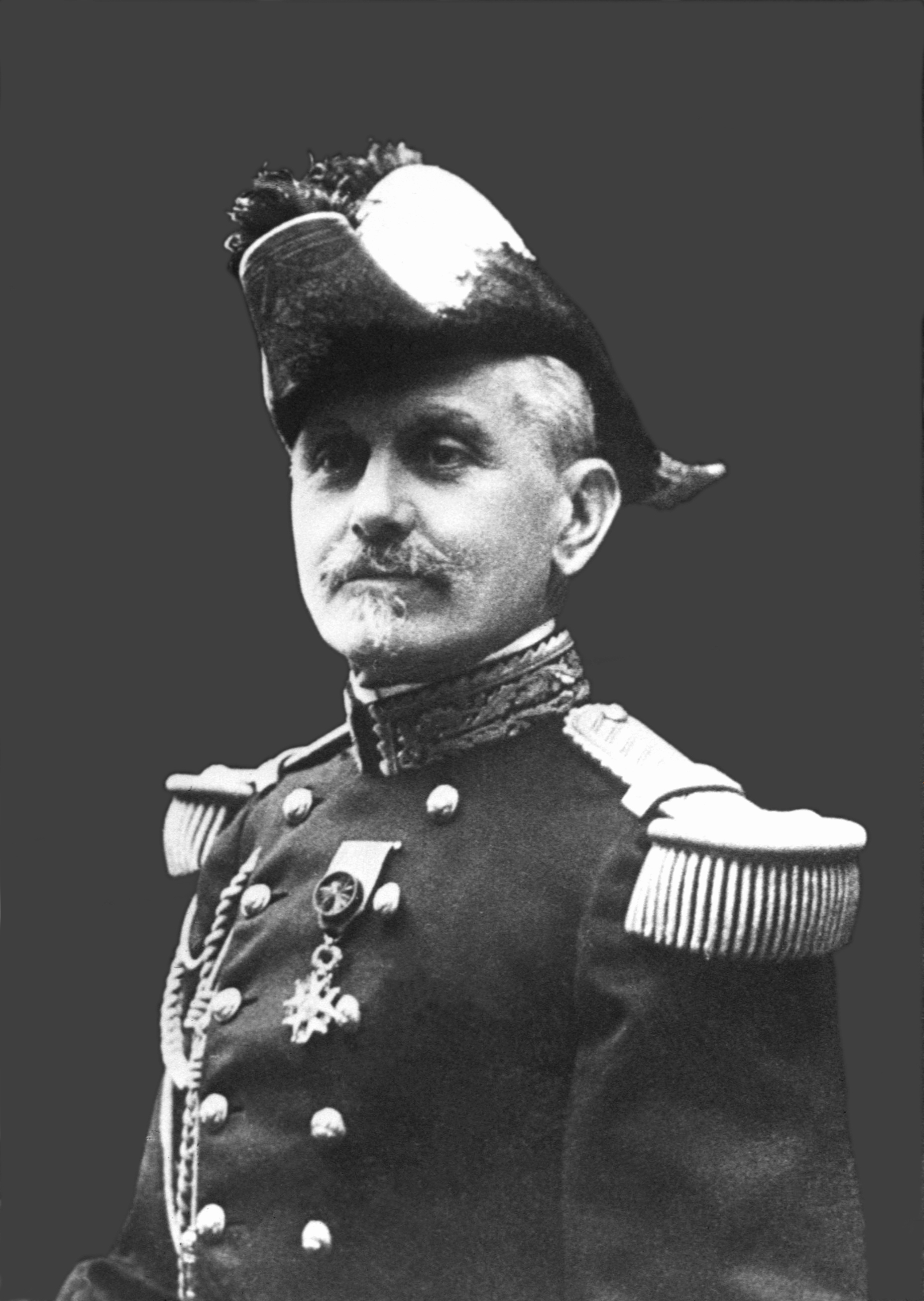
Michel-Joseph Maunoury (1914)

Michel-Joseph Maunoury (* 17. Dezember 1847 in Maintenon, Département Eure-et-Loir; † 7. April 1923 in Mer, Département Loir-et-Cher) war ein französischer General und posthumer Marschall von Frankreich.

## Leben
Maunoury war Absolvent der École polytechnique des Abschlussjahrganges 1867 und diente als Artillerieoffizier im Deutsch-Französischen Krieg. 1901 wurde er zum Brigadegeneral befördert. Ab 1906 war er Kommandant der École supérieure de guerre und ab 1910 Militärgouverneur von Paris und Mitglied des Conseil supérieur de la guerre. 1912 wurde er mit Erreichen der Altersgrenze von 65 Jahren in die Reserve versetzt.
Im August 1914 im Alter von 67 Jahren reaktiviert, übernahm er das Kommando über die Armée de Lorraine, mit der er an den Grenzschlachten (Schlacht bei Longwy) teilnahm. Ende August wurde aus diesen Truppen und Truppen des Militärbezirkes Paris die 6. Armee unter Maunourys Befehl aufgestellt. Während der Schlacht an der Marne wurden Teile dieser Armee vom Befehlshaber des Militärbezirkes Paris, Joseph Gallieni mit Taxis an die Front geworfen, um den deutschen Vorstoß auf Paris aufzuhalten. Dieses Geschehen ging in die französische und Pariser Geschichte als das „Heldenlied der Taxis“ ein. Am 11. März 1915 schwerverwundet und halbblind, beendete er, nachdem er nochmals kurzzeitig als Gouverneur von Paris gedient hatte, seine militärische Laufbahn.
Sein Grab befindet sich seit 1931 imCaveau des Gouverneurs der Cathédrale Saint-Louis-des-Invalides in Paris.